# Kamel Mennour
Kamel Mennour, né en octobre 1965 à Constantine (Algérie), est un marchand d'art français, propriétaire de la Galerie Mennour à Paris, qu'il a fondée en 1999.

## Biographie
Originaire de Constantine, sa famille rejoint la France alors que Mennour est âgé de 2 ans. Sa famille vit dans le quartier parisien de Ménilmontant, puis à Montreuil en banlieue parisienne. Son père est peintre en bâtiment et sa mère femme de ménage. Le football, sa première passion, anime sa jeunesse. Il admire le joueur Johan Cruyff, et souhaite devenir footballeur professionnel, mais se ravise, estimant qu'il n'a pas le niveau requis.
À l'age de 16 ans que Mennour rencontre son épouse actuelle, qui motivera plus tard sa passion pour la photographie et l'art contemporain. Après le bac, il s'oriente vers des études d'économie. À 18 ans, il est naturalisé français à la suite de sa demande. En 1988, il obtient sa maitrise d'économie à l'Université Paris 1 Panthéon-Sorbonne, mais renonce à entamer le troisième cycle. Le futur marchand d'art se découvre alors une vocation pour l'art dans la vente de lithographie où il démarchait au porte-à-porte ses clients. N'étant pas du milieu de l'art contemporain, Mennour affute ses connaissances au gré de lectures, de visites, et de rencontre. À ce sujet, Mennour déclare sur le plateau de l'émission Clique « J'ai beaucoup lu, fait beaucoup de rencontres, et aussi visiter des musées, chose que je ne faisais pas fréquemment avant d'avoir atteint l'age de 23 ans ».
À 35 ans, Mennour rencontre le réalisateur américain Larry Clark lors d'un voyage à New York. Ce dernier accepte alors d'exposer ses photographies au premier emplacement de la galerie Kamel Mennour, ouvert un an plus tôt en 1999, et situé dans le quartier de Saint-Germain-des-Près, au 60 rue Mazarine. Cette exposition permet à sa galerie d'accéder à une certaine notoriété dans le milieu de l'art. Peu de temps après, Mennour participe pour la première fois à la FIAC durant l'édition de l'année 2000.
Au début spécialisé en photographie, Kamel Mennour fera évoluer l'univers de sa galerie autour de l'art contemporain à partir de 2003. « En 2003 ou 2004, je me suis dit que la photographie était un territoire trop réduit. J’avais le sentiment de répéter une sorte de leçon complètement apprise. Je me sentais prisonnier » déclare-t-il au magazine Numero.
La galerie Kamel Mennour change d'emplacement parisien en 2007, au 47 rue St-André des Arts. Par la suite, le galeriste s'agrandit d'un second espace en 2017, au 6 rue du Lodi, toujours dans le 6ᵉ arrondissement, puis ouvre en 2015 son troisième espace d'exposition parisien au 28 avenue Matignon, dans le 8ᵉ arrondissement.
En 2016, il apparaît dans la liste Artnet des « 10 marchands d'art les plus respectés d'Europe ». La même année, Mennour ouvre une quatrième galerie éponyme au 51 Brook Street dans le quartier de Mayfair à Londres, à côté de l’hôtel de luxe Claridge's.
En 2015, Kamel Mennour initie la vente aux enchères exceptionnelle HEROES, au profit de l'Institut Imagine, lieu unique de recherche, de soins et d'enseignement sur les maladies génétiques. La quatrième édition de la vente en 2022 permet de rassembler 8,16 millions d'euros pour soutenir les actions de l'Institut.
En 2020, Kamel Mennour inaugure un 5e espace d'exposition au 5 rue du Pont de Lodi, dans le 6e arrondissement. Il confie la conception du lieu à l'architecte d'intérieur Pierre Yovanovitch.
En 2023, il devient Chevalier de l'Ordre national du Mérite.

## Vie privée
Kamel Mennour est marié à Annika Schaefer, de nationalité allemande, avec qui il a cinq enfants.

## Les références
1. ↑  « Kamel MENNOUR - Personal Appointments (free information from Companies House) », Beta.companieshouse.gov.uk (consulté le 28 février 2017)
2. ↑  « Kamel Mennour, le galeriste qui voulait être footballeur et danseur », sur lejdd.fr, 31 juillet 2016 (consulté le 15 décembre 2023)
3. ↑  « Interview : Kamel Mennour, l'artiviste - Vidéo Dailymotion », sur Dailymotion, 8 septembre 2015 (consulté le 15 décembre 2023)
4. ↑  « Kamel Mennour Opens Third Paris Gallery - artnet News », News.artnet.com, 22 octobre 2015 (consulté le 28 février 2017)
5. ↑  « Europe's 10 Most Respected Art Dealers - artnet News », News.artnet.com, 18 juillet 2016 (consulté le 28 février 2017)
6. ↑  « Kamel Mennour is latest European dealer to open space in London, defying Brexit fears », Theartnewspaper.com, 9 septembre 2016 (consulté le 28 février 2017)
7. ↑  « Heroes, un gala exceptionnel pour soutenir la recherche sur les maladies génétiques », sur Institut Imagine, 27 mars 2024 (consulté le 17 septembre 2024)